# Pat Nixon

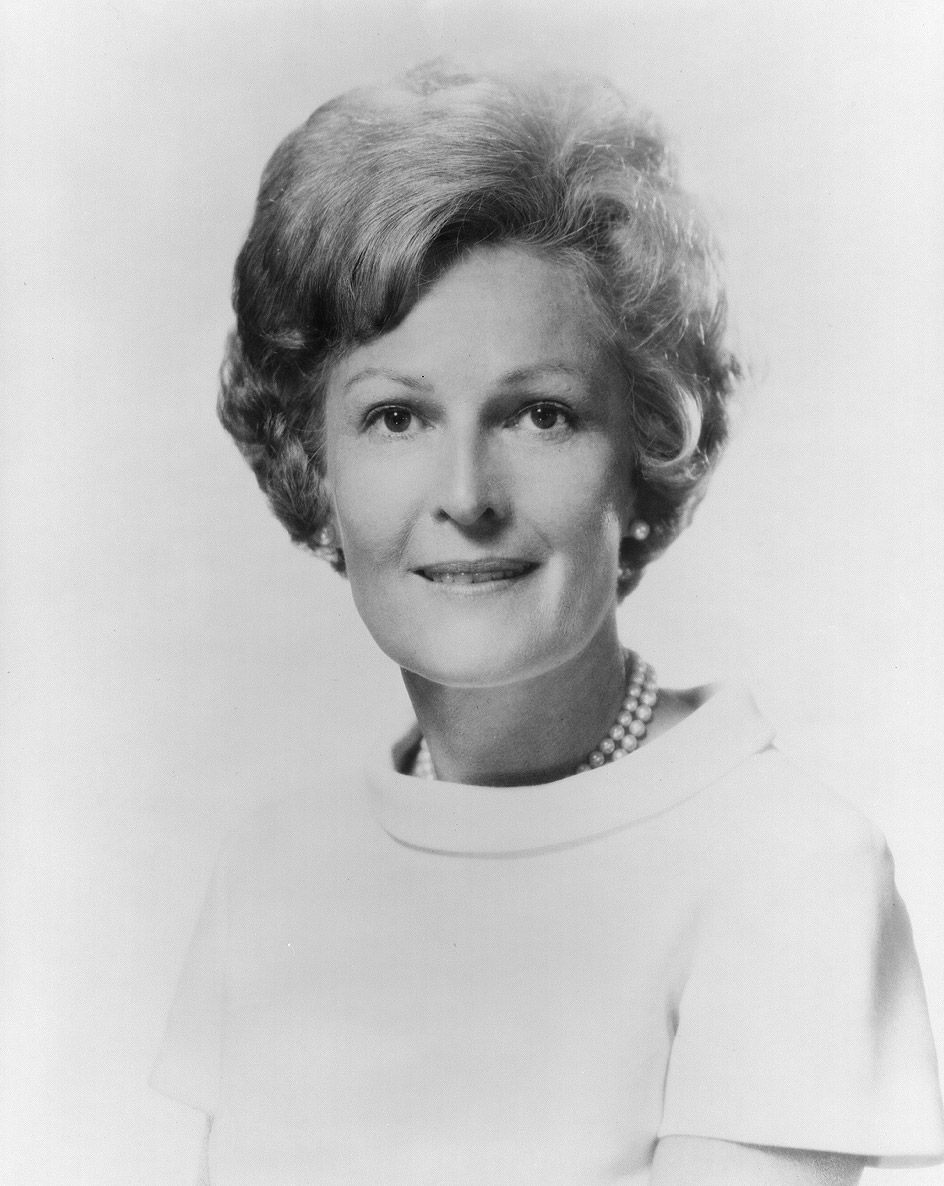
Pat Nixon el 1969 com a Primera Dama

Thelma Catherine Ryan "Pat" Nixon (16 de març de 1912 - 22 de juny de 1993) va ser l'esposa del President dels Estats Units Richard Nixon i Primera Dama entre 1969 i 1974. Coneguda comunament com a Pat Nixon.

## Joventut
Thelma Catherine Ryan va néixer a la petita ciutat minera d'Ely (Nevada). El seu pare, William M. Ryan, va ser mariner, miner i agricultor descendent d'irlandesos. La seva mare, Catherine Halberstadt, va ser una immigrant alemanya.
"Pat" va ser un sobrenom que li va donar el seu pare, referint-se a la seva data de naixement i al llinatge irlandès (va nàixer un dia abans del dia de Sant patrici). Quan va entrar a la universitat va deixar de banda el nom de pila Thelma, substituint-lo amb el de Pat i de tant en tant com a Patricia, el canvi de nom, però, mai va legal, sinó més aviat una preferència.
El 1937, Pat Ryan es va graduar cum laude de la USC amb una llicenciatura de comerç, juntament amb un certificat per ensenyar a l'escola secundària, que la USC considera equivalent a un mestratge. Pat va acceptar un lloc com a professora de secundària a Whittier (Califòrnia) un any més tard.
A Whittier, Pat Ryan es va reunir amb un jove advocat acabat de graduar-se de la University of Duke Law School, Richard Milhouse Nixon. Els dos es van conèixer en un petit grup de teatre, Richar Nixon va demanar per casar-se amb Pat la primera nit que va sortir. "Vaig pensar que estava boig o alguna cosa així!" va recordar anys després, després de dos anys de relació. Finalment es van casar a Riverside (Califòrnia) el 21 de juny de 1940. Mentre Richard Nixon va servir a la Marina durant la Segona Guerra Mundial, Pat va treballar com a economista del govern Californià a San Francisco.

## Campanyes Presidencials
Pat va fer campanya al costat del seu marit el 1946, quan va entrar en política, amb èxit, Richard aconseguí un escó a la Cambra de Representants dels Estats Units. Aquell mateix any, va donar a llum la seva primera filla Patricia, coneguda com a Tricia. El 1948, Pat va tenir la seva segona filla i l'última, Julie, dos anys més tard. Quan se li va preguntar sobre la carrera del seu marit, Pat va dir una vegada: "L'únic que podia fer jo era ajudar-lo, però la política no era una vida que jo hagués triat.". Nixon va ser elegit en la seva primera campanya per a representar del districte 12 del congrés de Califòrnia. Durant els següents sis anys, Pat va veure el seu marit moure-s de la Cambra de Representants dels EUA al Senat dels Estats Units, i després fou nominat com a candidat a la vicepresidència amb Dwight D. Eisenhower a les presidencials.
Durant la campanya presidencial de 1952 l'actitud de Pat Nixon cap a la política va canviar quan el seu marit va ser acusat d'acceptar contribucions il·legals de campanya. Pat el va animar a lluitar contra els càrrecs, i ho va fer mitjançant el lliurament de la famosa "El discurs de Dames". Aquesta va ser la primera patent d'aparició en la televisió nacional, i ella, les seves filles eren en un lloc destacat en pantalla. Nixon va posar èmfasi en les capacitats de la seva esposa com un taquígraf, i després va dir: "Jo hauria de dir això, que Pat no té un abric de visó. Però ella té un abric de drap respectable, i jo sempre li dic que es veuria bé amb qualsevol cosa. "
Van guanyar les eleccions i va ser segona primera dama dels Estats Units de 1953 a 1961.
Pat Nixon va acompanyar al seu marit a l'estranger en els seus últims anys a la vicepresidència. Va visitar 53 països.
Pat Nixon va ser nomenada Mestressa de Casa de l'Any el 1953, Mare de l'Any el 1955, i la mestressa de la casa ideal de la Nació el 1957, una vegada va admetre que havia rentat i planxat tots els vestits del seu marit una nit. "Per descomptat que, jo no tenia per què fer-ho ", va dir a The New York Times," Però quan no tinc feina que fer, només penso en un nou projecte."
El 1968 Richard Nixon es va presentar novament a la presidència. Pat es va mostrar reticent a enfrontar-se a una altra campanya, la vuitena des de 1946. El seu marit era una figura molt controversial en la política estatunidenca, i Pat havia estat testimoni i receptora dels elogis i la difamació que havia rebut sense haver establert una identitat pública independent per si mateixa. Tot i que el van recolzar en la seva carrera, que temia fos les anteriors dels anys 60, quan Nixon va perdre en contra de John Fitzgerald Kennedy i Lyndon Baines Johnson. Richard Nixon va guanyar les eleccions enfront del vicepresident Hubert Humphrey, el país tindria una nova primera dama.

## Primera Dama

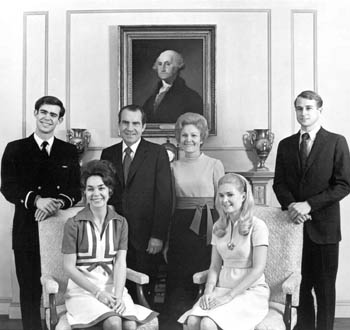
Família Nixon a la Casa Blanca

El gener de 1969 es va convertir en Primera Dama dels Estats Units. Pat Nixon va considerar que la primera dama sempre ha de ser un exemple públic de gran virtut com un símbol de dignitat Nacional. En considerar les idees per a un projecte com a primera dama, Pat es va negar a fer o seguir el paper de la muller president predecessor, Lady Bird Johnson. I va decidir continuar amb el que va anomenar "diplomàcia personal", el que significa viatjar i visitar a la gent en altres estats o altres nacions
Com Primera Dama, Pat Nixon va promoure diverses causes caritatives incloent el voluntariat, i va supervisar l'adquisició de més de 600 objectes d'art i mobiliari per a la Casa Blanca, aquesta adquisició va sobrepassar les realitzades durant les administracions anteriors. També va encoratjar a dones per postular-se per a càrrecs polítics i va ser la Primera Dama que més va viatjar en missions internacionals en la història dels EUA fins ara, visitant prop de vuitanta nacions, també va ser la primera Primera Dama a visitar una zona de combat.
La forma de vestir i actuar de les Primeres Dames, sempre és motiu de debat entre la població, Pat, però, va ser elogiada per la seva forma de vestir, no obstant a vegades se la va titllar de Barbie de Plàstic, pel paper que jugava, sempre somrient i teatral. A pesar d'aquest fet és una de les Primeres Dames més estimades de la història recent dels Estats Units, i segons la veterana periodista Helen Thomas era una dona forta, sensible i delicada.
La seva tasca va concloure, quan el president Nixon després de ser reelegit amb una victòria aclaparadora el 1972, va haver de renunciar dos anys després a causa de l'Escàndol Watergate.

## Mort i Funeral

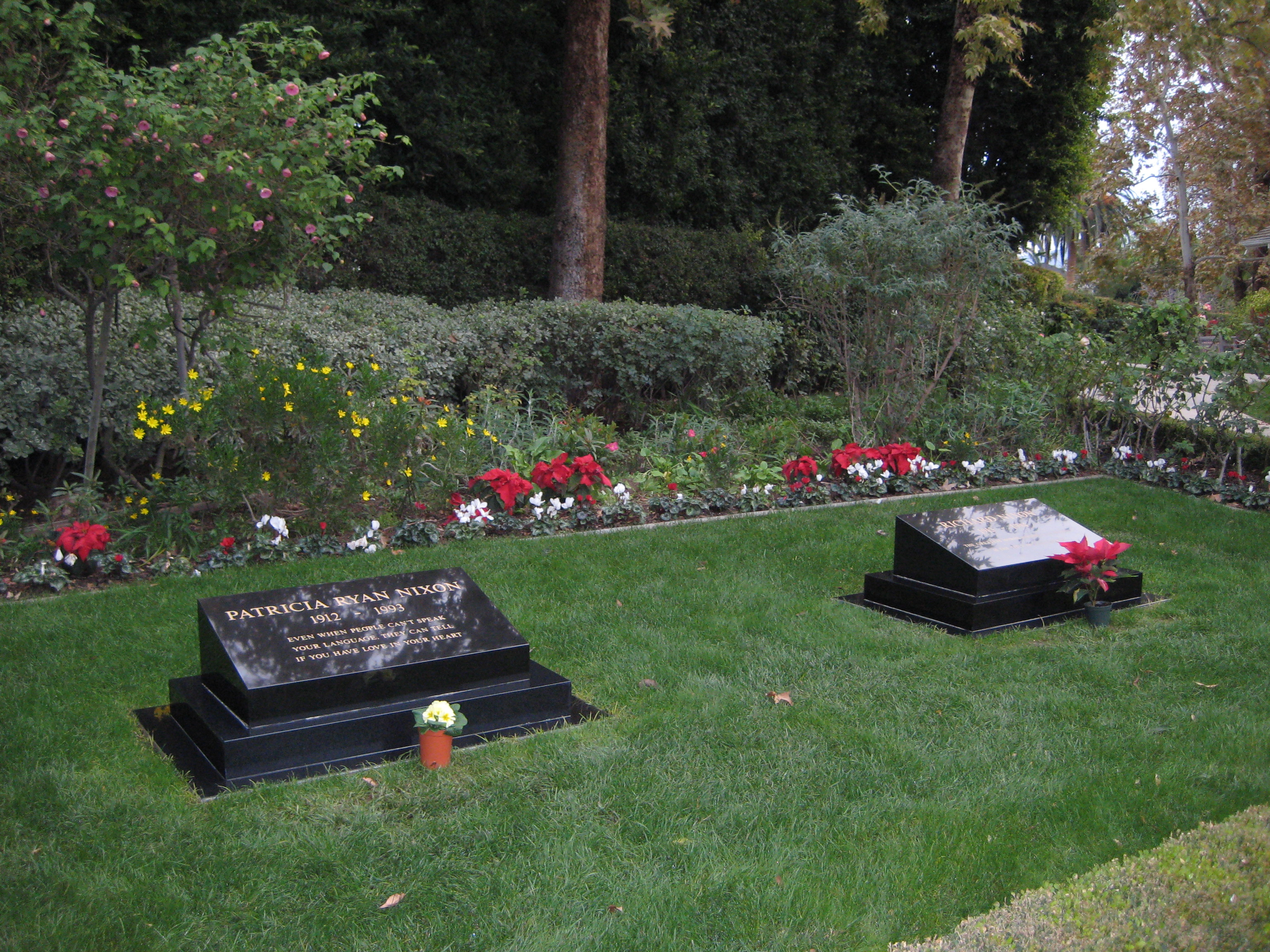
Tombes de la Primera Dama Pat Nixon i el seu marit Richard Nixon (per ordre)

Les aparicions públiques de Pat van ser molt rares després de la presidència de Nixon. Pat va patir dos infarts en un període de deu anys en tornar a Califòrnia i després li va ser diagnosticat un càncer de pulmó. Pat Nixon va morir la seva residència de Nova Jersey a les 05:45 el 22 de juny de 1993, l'endemà del seu 53è aniversari de noces. Tenia 81 anys. Les seves filles i el seu marit van ser al seu costat fins a l'hora de la mort.
El funeral de la senyora Nixon va tenir lloc al recinte de la biblioteca Richard Nixon a Yorba Linda, Califòrnia el 26 de juny de 1993. Els oradors en la cerimònia, van ser el governador de Califòrnia Pete Wilson, el senador de Kansas Bob Dole, i el reverend Billy Graham que van elogiar l'exprimera dama. A més del seu espòs i la seva família immediata, els expresidents Ronald Reagan i Gerald Ford i les seves respectives mullers, Nancy i Betty, també van estar-hi presents. Lady Bird Johnson no hi va poder assistir perquè era a l'hospital recuperant-se d'un accident vascular cerebral, i Jacqueline Kennedy Onassis no hi va assistir, a causa de complicacions del càncer. El president Nixon va plorar obertament, amb profusió, i de vegades sense control durant la cerimònia. Una rara mostra d'emoció de l'expresident, Helen Smith McCain va dir que ella mai l'havia vist més angoixat.
El 1994, el Pat Nixon Park va ser inaugurat a Cerritos, Califòrnia. El Consell de la Ciutat de Cerritos, també va votar a favor (l'abril de 1996) d'una proposició per erigir una estàtua de l'exprimera dama, una de les poques estàtues creades a la imatge d'una primera dama dels Estats Units.